# Pier Augusto Tagliaferri
Pier Augusto Tagliaferri (Porotto, 28 marzo 1872 – Rimini, 31 agosto 1909) è stato un pittore e decoratore italiano simbolista ferrarese.

## Biografia
Dopo gli iniziali studi alla civica scuola Dosso Dossi, collaborò alla decorazione interna della cattedrale cittadina con Virginio Monti, seguendolo appena diciassettenne a Roma, dove entrò in contatto con Gino Piccioni e successivamente con la baronessa Maria Von Milkau di Dresda. Con lei visitò alcuni paesi europei (Francia, Svizzera, Inghilterra, Germania), incontrando diversi esponenti artistici delle nuove correnti artistiche per poi tornare nella città natale nel 1901. Tra il 1900 e il 1901 frequentò a Firenze la Scuola libera del Nudo presso l'Accademia di belle arti, frequentata altresì in quegli anni dal coetaneo ferrarese Oreste Forlani. In quel periodo Tagliaferri eseguì varie vedute della città e del suo "contado".

## Esposizioni
Oltre alla partecipazione ad importanti esposizioni a Firenze, Roma, Torino e Rimini, espose in diverse edizioni delle rassegne artistiche della Tisi.

## Opere
Oltre alla produzione di opere di piccolo formato sia grafiche che plastiche, nel 1892 dipinse lo studio dell'avvocato Luigi Pareschi nel suo palazzo di Ferrara detto di Renata di Francia, ora studio del Rettore dell'università, mentre Ippolito Medini dipinse l'appartamento padronale del Palazzo (come risulta dai documenti dell'archivio Pareschi). Di queste decorazioni rimangono quelle dell'attuale rettorato dell'Università di Ferrara. In precedenza Tagliaferri aveva lavorato a chiaroscuro nella chiesa parrocchiale di Quacchio.
Il suo Chiaro di Luna è conservato al Museo dell’Ottocento, Palazzo Massari, assieme al disegno Scena infernale con Dante e Virgilio.

## Stile
Grazie ai soggiorni in Europa, a fine ottocento Tagliaferri poté studiare direttamente l'opera dei Preraffaelliti, dei divisionisti e dei simbolisti nordici: non a caso recentemente Vittorio Sgarbi lo ha avvicinato alla pittura del belga Fernand Khnopff. Nel primo decennio del novecento, egli frequentò altri pittori simbolisti, tra i quali Giovanni Battista Crema, che nel 1903 gli dedicò un articolo sulla Gazzetta Ferrarese Cesare Laurenti, con il quale collaborò alla decorazione dell'Albergo Storione a Padova, oggi demolito, Maria Giuseppa Liesch e Ferruccio Luppis. Ospite nella villa di quest'ultimo, a Rimini, si tolse la vita appena trentasettenne.